# Prix Paul Buquet
Prix Paul Buquet är ett montélopp för sex-tioåriga hingstar, valacker och ston som äger rum i november på Hippodrome de Vincennes i Paris i Frankrike. Det är ett Grupp 2-lopp, man måste minst ha sprungit in 160 000 euro för att få starta.
Loppet rids över 2850 meter på stora banan på Vincennes, med voltstart. Den samlade prissumman är 120 000 euro, och 54 000 euro i första pris.

## Vinnare
| År   | Häst               | Efter            | Kusk                     | Tränare                | Tid    |
| ---- | ------------------ | ---------------- | ------------------------ | ---------------------- | ------ |
| 2024 | Idéale du Chêne    | Bird Parker      | Paul-Philippe Ploquin    | Julien Le Mer          | 1'13"0 |
| 2023 | Granit Meslois     | Shadow d'Odyssée | Victor Saussaye          | Pierre Belloche        | 1'12"3 |
| 2022 | Dynasty Péji       | Prodigious       | Damien Bonne             | Damien Bonne           | 1'12"9 |
| 2021 | Boss du Meleuc     | Lucky Blue       | Alexandre Abrivard       | Yannick-Alain Briand   | 1'12"9 |
| 2020 | Dynasty Péji       | Prodigious       | Damien Bonne             | Damien Bonne           | 1'13"5 |
| 2019 | Clegs des Champs   | Legs du Clos     | David Thomain            | Thierry Raffegeau      | 1'12"6 |
| 2018 | Clegs des Champs   | Legs du Clos     | David Thomain            | Thierry Raffegeau      | 1'14"2 |
| 2017 | Véloce du Banney   | Quaro            | Franck Nivard            | Franck Leblanc         | 1'13"5 |
| 2016 | Véloce du Banney   | Quaro            | Franck Nivard            | Franck Leblanc         | 1'14"5 |
| 2015 | Scarlet Turgot     | Dahir de Prélong | Alexandre Abrivard       | Yannick-Alain Briand   | 1'13"4 |
| 2014 | Sourire de Voutré  | Gazouillis       | Franck Nivard            | Franck Leblanc         | 1'13"2 |
| 2013 | Rubis Dairpet      | Kaiser Soze      | Éric Raffin              | Sébastien Guarato      | 1'13"6 |
| 2012 | Risque Tout        | Giant Cat        | Julien Raffestin         | Gérard Paille          | 1'14"2 |
| 2011 | Roi du Lupin       | Fleuron Perrin   | Anthony Barrier          | Jean-Paul Marmion      | 1'15"7 |
| 2010 | Quémeu d'Écublei   | Jet Fortuna      | Jonathan Carré           | Frédéric Prat          | 1'14"  |
| 2009 | Lipouz Lesmelchen  | Podosis          | Franck Nivard            | Benjamin Goetz         | 1'13"7 |
| 2008 | Malakite           | Vittel           | Pierre-Yves Verva        | Guy Verva              | 1'14"  |
| 2007 | Magnificent Rodney | Coktail Jet      | Nathalie Henry           | Ulf Nordin             | 1'14"2 |
| 2006 | Mage du Martellier | Chef du Châtelet | Franck Nivard            | Régis Perroteau        | 1'14"7 |
| 2005 | Jeff du Fruitier   | Vittel           | Émile Fournigault        | Franck Leblanc         | 1'14"8 |
| 2004 | Kart de Baudrairie | Bridge           | Jean-Michel Bazire       | Franck Leblanc         | 1'16"8 |
| 2003 | Criks Hurricane    | Buck Newton      | Jean-Michel Bazire       | Nicolas Roussel        | 1'16"3 |
| 2002 | Iboraqui           | Quiton du Coral  | James Lebouteiller       | Christian Bigeon       | 1'16"5 |
| 2001 | Hamilton d'Isques  | Myoto Barbés     | Philippe Masschaele      | Luc Roelens            | 1'17"1 |
| 2000 | Gobernador         | Buvetier d'Aunou | Philippe Gillot          | Pierre-Désiré Allaire  | 1'16"8 |
| 1999 | First de Retz      | Podosis          | Jean-Loïc-Claude Dersoir | Philippe Allaire       | 1'16"7 |
| 1998 | Cyclone Nay        | Lory             | Jean-Pierre Thomain      | Henri Cogné            | 1'17"4 |
| 1997 | Bivanito           | Ianthin          | Gaëtan Prat              | Jean-Paul Marmion      | 1'17"2 |
| 1996 | Costa du Bouffey   | Okwo             | Michel Lenoir            | Michel Lenoir          | 1'18"6 |
| 1995 | Arcadia            | Jiosco           | Yves Dreux               | Bernard Desmontils     | 1'22"  |
| 1994 | Alpha Barbés       | Néric Barbés     | Jean-Philippe Mary       | Christian Bigeon       | 1'17"2 |
| 1993 | Vive Ludoise       | Kronos du Vivier | Jean-Claude Hallais      | Jean-Claude Hallais    | 1'21"2 |
| 1992 | Une Fleur          | Degel            | Lionel Lequeux           | Jacques-André Fribault | 1'18"3 |
| 1991 | Tout Bon           | Levorino         | Jean-Loïc-Claude Dersoir | Joël Hallais           | 1'21"  |
| 1990 | Reine du Corta     | Ura              | Michel Lenoir            | Alain Roussel          | 1'20"1 |